# Katholisches Gymnasium (Glatz)

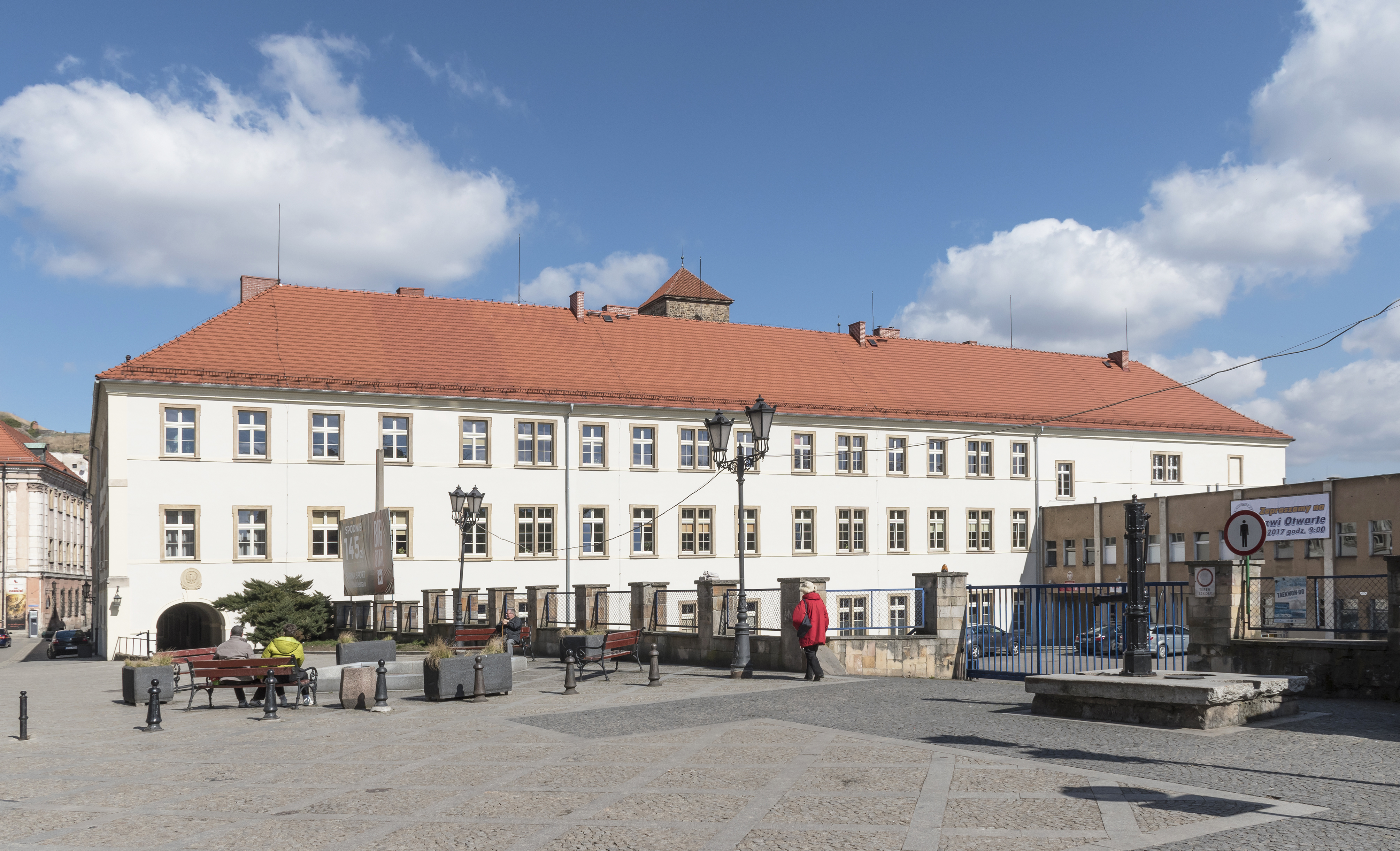
Jesuitenkolleg und Gymnasium 2017

Das Katholische Gymnasium in Glatz, der Hauptstadt der bis 1742/1763 böhmischen Grafschaft Glatz, wurde 1597 vom Jesuitenorden im Zuge der Gegenreformation gegründet. Es hatte einen hervorragenden Ruf und bestand bis zur Auflösung 1945.

## Vorgeschichte
Die seit 1183 in Glatz nachweisbaren Johanniter, die auch als Malteser bezeichnet wurden, gründeten in der zweiten Hälfte des 13. Jahrhunderts die Glatzer Johanniterkommende, der eine Lateinschule angegliedert war. Diese besuchte in den Jahren 1305 bis 1310 der spätere erste Erzbischof von Prag, Ernst von Pardubitz. Er begründete 1350 am Fuß des Schlossberges das Augustiner-Chorherrenstift Glatz, an dem mit Rücksicht auf die Johanniter zunächst keine Lateinschule betrieben werden durfte. Nach dem Tod des Erzbischofs Ernst („Arnestus“) 1364 genehmigte sein Nachfolger Johann Očko von Wlašim den Augustinerchorherren ebenfalls eine Lateinschule, so dass bereits 1365 in Glatz zwei Bildungsstätten bestanden.

## Geschichte des Gymnasiums
Als während der Reformation das Chorherrenstift weitgehend untergegangen war und 1596 die Seelsorge in den zugehörigen Stiftsdörfern mit nur noch sechs Mönchen nicht gewährleistet werden konnte, setzte sich der letzte Propst Christoph Kirmeser dafür ein, das Augustinerstift an die Jesuiten zu übertragen. Da der Prager Erzbischof Zbynko Berka von Duba und Leipa Kirmesers Antrag abgelehnt hatte, wandte sich Kirmeser unmittelbar an Papst Clemens VIII., der am 9. März 1595 mit dem Breve „De erigendo collegio et schola patrum Societatis Jesu“ das Augustinerstift in ein Jesuitenkolleg umwandelte und zugleich u. a. bestimmte, dass die Jesuiten in Glatz eine Schule unterhalten sollen. Gegen diese Entscheidung protestierte der (lutherische) Glatzer Stadtrat. Trotzdem übergaben am 28. September 1597 zwei Kaiserliche Räte und der Prager Propst Leopold Popel von Lobkowitz das Stift dem Jesuitenorden, der in den Räumen des Augustinerstifts das Glatzer Jesuitenkolleg begründete. Die Jesuiten bauten die vormalige Lateinschule zu einem sechsklassigen Gymnasium aus. Da die überwiegend lutherischen Einheimischen das katholische Gymnasium weitgehend ablehnten, kamen die Schüler teilweise „aus Böhmen, Polen, Ungarn etc.“ Der Grüssauer Abt Caspar II. Ebert entsandte fünf Schüler nach Glatz, das Breslauer Prämonstratenserkloster zwei Schüler. Um die Schüler dem Einfluss vor allem ihrer (lutherischen) Wohnungswirte zu entziehen, erwarben die Jesuiten 1614 in der Nähe des Kollegs ein Haus, in dem sie ein Konvikt einrichteten. 1616 bezog das Gymnasium ein neues Gebäude am Schloßberg, da die Räume der vormaligen Lateinschule zu eng geworden waren.
Nach der Schlacht am Weißen Berg mussten die Jesuiten 1618 Böhmen und damit auch die Grafschaft Glatz verlassen. Im Dreißigjährigen Krieg wurden bei den Kämpfen um Glatz das Kolleg, das Konvikt und die „Thumkirche“ (Domkirche) ausgeplündert und verwüstet. Nach dem Erfolg der Kaiserlichen 1624 konnten die Jesuiten wieder nach Glatz zurückkehren. Sie übernahmen nun die Seelsorge an der Stadtpfarrkirche und unmittelbar daneben das Schulgebäude der (zuletzt lutherischen) Lateinschule der Malteser und führten dort den Schulbetrieb des Gymnasiums fort. 1626 wurde die Malteser-Kommende mit allen Rechten und Pflichten an das Jesuitenkolleg übergeben. Wegen der Zunahme der Schüler wurde 1654 mit dem Neubau des Kollegs und des Konvikts begonnen. Der Entwurf stammt vom Baumeister Carlo Lurago, dem zunächst auch die Bauleitung oblag. Am 11. Mai 1655 wurde in Anwesenheit des Landeshauptmanns Johann Georg von Götzen der Grundstein gelegt. Vollendet war der Bau erst 1690.
Nach dem Zweiten Schlesischen Krieg 1745 wurde das Kolleg durch den preußischen König Friedrich II. im Jahre 1755 zusammen mit den schlesischen Jesuitenkollegien von der böhmischen Ordensprovinz getrennt und zu einer eigenen Ordensprovinz zusammengefasst. Im Siebenjährigen Krieg mussten die Jesuiten Glatz erneut verlassen. Nach dem Sieg der Kaiserlichen konnten sie 1761 zurückkehren. Als nach dem Hubertusburger Frieden 1763 die Grafschaft Glatz endgültig an Preußen gefallen war, leisteten Gymnasium und Konvikt dem preußischen König Friedrich II. den Treueeid. Obwohl 1773 der Jesuitenorden durch Papst Clemens XIV. aufgehoben wurde, verbot König Friedrich II. die Veröffentlichung dieser Verfügung in Preußen, da er die Bildungsarbeit der Jesuiten schätzte. Drei Jahre später (1776) stimmte er der Auflösung des Jesuitenordens für Preußen zu. Zugleich bot er den Patres an, in dem neu gegründeten „Königlichen Schulen Institut“ als weltliche Lehrer weiter zu unterrichten. Dadurch konnten sie Gymnasium und Konvikt weiterhin leiten, die nun „königlich“ waren. Nach Aufhebung des Königlichen Schuleninstituts wurden die Lehrkräfte Staatsdiener einer zentralen Schuldirektion.
Im Jahre 1897 wurde das 300-jährige Schuljubiläum begangen. In zwölf Klassen unterrichteten damals neben dem Rektor elf Professoren und Oberlehrer, drei Hilfslehrer, zwei evangelische Religionslehrer sowie ein technischer Lehrer. 1928 wurde das Schulgebäude umfassend modernisiert, 1932 an der Westseite ein Laubengang eingebaut.
Während der Zeit des Nationalsozialismus machte sich die kirchenfeindliche Einstellung der Regierung bemerkbar. 1937 bestand das Gymnasium im Hauptzweig aus einer Oberschule für Jungen, im Nebenzweig aus einem Humanistischen Gymnasium und dem Konvikt. 1938 wurde das Katholische Gymnasium Glatz in Graf-Götzen-Schule umbenannt. Namensgeber war der Gouverneur von Schlesien Friedrich Wilhelm von Götzen.
Im Zweiten Weltkrieg 1941 wurde die Schule als „besonders bedeutungsvoll“ anerkannt. 1943 wurden 466 einheimische sowie mehr als 70 Schüler aus luftgefährdeten Gebieten unterrichtet. Zudem wurden im Schulgebäude Glatzer Volksschulklassen und die Hilfsschule untergebracht. Einzelne Klassenräume wurden dem Breslauer Elisabethgymnasium als Gastschule zugewiesen. Zugleich mussten mehrere Studienräte als Betreuungslehrer für die Luftwaffenhelfer abgegeben werden. Letzter Schulleiter war Oberstudiendirektor Alois Nentwig. Kriegsbedingt musste nach fast 350-jähriger Existenz des Gymnasiums der Unterricht am 22. Januar 1945 eingestellt werden.
Nach dem Übergang fast ganz Schlesiens an Polen infolge des Zweiten Weltkriegs wurde in den Gebäuden nach 1945 das Allgemeinbildende Gymnasium (polnisch Liceum Ogólnokształcące) eingerichtet.
In den Räumen des Konvikts, das bereits 1365 als Lateinschule begründet worden war, befindet sich seit 1971 das Muzeum Ziemi Kłodzkiej w Kłodzku (Museum des Glatzer Landes).